# Аеродромски рејон
Аеродромски рејон је ваздушни простор око и изнад аеродрома који претежно служи за обуку летачког особља које има базу на том аеродрому. Састоји се од неколико зона чији облик, величина и правци простирања зависе од намјене аеродрома, врсте летачких јединица, земљишта, положаја и других услова.